# Lomo en adobo

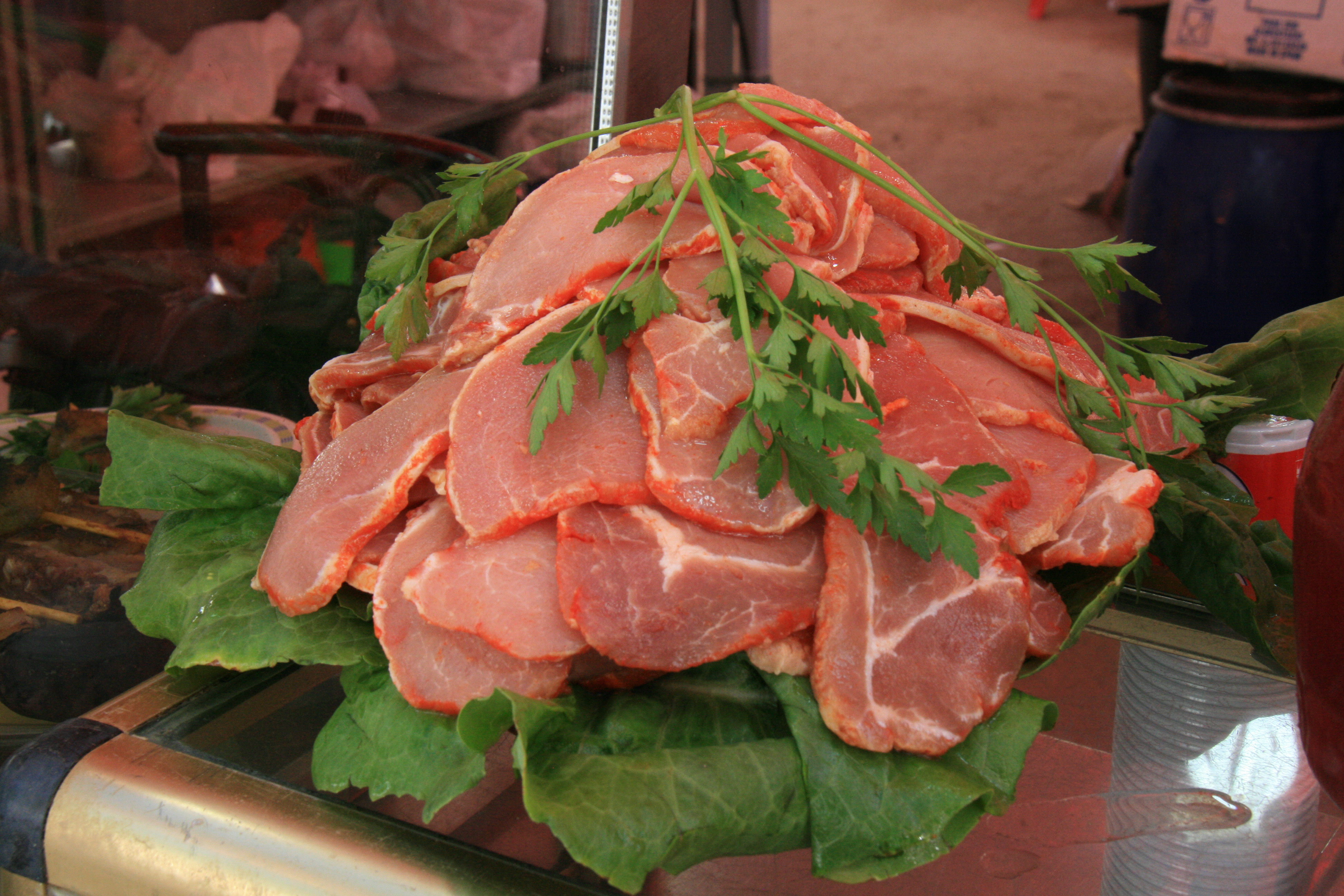

El lomo en adobo (denominado también como lomo adobado) es un plato de cerdo muy típico en la cocina española. Se prepara el lomo de cerdo en un adobo que incluye pimentón como uno de los principales ingredientes, proporcionándole su color rojo característico. En algunas ocasiones se puede conservar en lugares frescos durante un periodo de tiempo muy superior que si no se hubiera adobado. Tras ser asado a la sartén, o a la parrilla se sirve frecuentemente en un bocadillo caliente o con acompañamiento de verduras. 

## Características
Tradicionalmente se consideraba a este preparado un producto de la matanza del cerdo. Se emplea en la elaboración del adobo de una pieza fresca de lomo de cerdo a la que se le aplica el pimentón, la sal, el orégano y el ajo en abundancia. En algunas ocasiones se conserva en vasijas envueltos con su misma grasa, se cuecen y fríen en pedazos, que finalmente se meten en orzas, en donde se conservan bien, completamente envueltos en su propia manteca o en aceite de oliva. Las orzas solían llevar lomo, o estar acompañadas de chorizos. El lomo adobado se suele cortar en rodajas y ser asado a la sartén o a la parrilla. Se sirve caliente en un bocadillo (en lo que se denomina un montado de lomo), puede ser troceado y puesto en ensaladas. En Salamanca forma parte del contenido interior de los hornazos. En España los platos combinados suelen llevar rodajas de este ingrediente entre los componentes del plato.

## Literatura
Dentro de la historia de la cocina española aparecen numerosos ejemplos de apariciones del lomo adobado. Siempre haciendo referencia a otros alimentos en conserva. La descripción de este preparado de cerdo aparece ya reflejada en la novela de comienzos del siglo XVII titulada Guzmán de Alfarache de Mateo Alemán. El escritor Pedro Antonio de Alarcón hace referencia en algunas de sus novelas cortas. En la obra de Juan Valera en la novela titulada Las ilusiones de doctor Faustino.